# ترتزو سول‌آدا
ترتزو سول‌آدا (به ایتالیایی: Trezzo sull'Adda) یک کومونه در ایتالیا است که در استان میلان واقع شده‌است. ترتزو سول‌آدا ۱۲٫۸ کیلومتر مربع مساحت و ۱۲٬۱۷۸ نفر جمعیت دارد و ۱۸۷ متر بالاتر از سطح دریا واقع شده‌است.

## خواهرخوانده
شهر Cevo خواهرخواندهٔ ترتزو سول‌آدا هست.